# Otto Niemeyer
Sir Otto Ernst Niemeyer (23 de noviembre de 1883 - 6 de febrero de 1971) fue un banquero y funcionario británico. Se desempeñó como director del Banco de Inglaterra de 1938 a 1952 y director del Banco de Pagos Internacionales de 1931 a 1965.
Niemeyer, graduado de Oxford, comenzó a trabajar para HM Treasury en 1906 y ascendió rápidamente de rango, terminando su tiempo allí como controlador de finanzas (1922-1927). Montagu Norman lo reclutó para el Banco de Inglaterra y representó al banco en la Liga de Naciones y en varias misiones en el extranjero. Su visita a Australia en 1930 contribuyó a una crisis política que resultó en la división del Partido Laborista Australiano en 1931 y el colapso del gobierno de James Scullin.